# Comuna Velîkîi Bairak, Mirhorod
Velîkîi Bairak (în ucraineană Великий Байрак) este o comună în raionul Mirhorod, regiunea Poltava, Ucraina, formată din satele Dekabrîstiv, Dovhaleve, Țîseve și Velîkîi Bairak (reședința).

## Demografie
Componența lingvistică a comunei Velîkîi Bairak
     Ucraineană (96,41%)
     Rusă (3,41%)
Conform recensământului din 2001, majoritatea populației comunei Velîkîi Bairak era vorbitoare de ucraineană (96,41%), existând în minoritate și vorbitori de rusă (3,41%).